# Nektarynka białooka
Nektarynka białooka, lorysa białooka (Psitteuteles versicolor) – gatunek małego ptaka z podrodziny dam (Loriinae) w obrębie rodziny papug wschodnich (Psittaculidae). Zamieszkuje tereny północnego wybrzeża Australii.

## Systematyka
Nektarynka białooka po raz pierwszy otrzymała nazwę binominalną w 1831 roku – angielski artysta Edward Lear zilustrował ją w swym dziele Illustrations of the Family of Psittacidae, or Parrots i nazwał ją Trichoglossus versicolor. Autor nie wskazał miejsca typowego; Mathews przyjął, że był to półwysep Jork w stanie Queensland. Obecnie gatunek ten umieszczany jest w monotypowym rodzaju Psitteuteles. Nie wyróżnia się podgatunków; podgatunki mellori i whitei opisane w 1912 roku przez Mathewsa nie są uznawane.

## Morfologia
Czoło do połowy korony czerwone; nagi pierścień oczodołowy biały; pokrywy uszu żółte; reszta głowy niebieskozielona z wąskimi żółtymi smugami, które rozciągają się na miękką różową pierś i bladozieloną resztę upierzenia. Dziób pomarańczowoczerwony. Samice mają bardziej matową i mniej rozległą czerwień na koronie.
Dorosłe osobniki osiągają 19 cm długości ciała i ważą 51–62 g.

## Pożywienie
Głównie pyłek i nektar z kwiatów eukaliptusa.

## Rozmnażanie
Okres lęgowy: najczęściej kwiecień – sierpień.

Gniazdo: w wydrążonym pniu lub zagłębieniu wysoko na drzewie.

Jaja: zazwyczaj 2–5.

Wysiadywanie: około 40 dni.

## Status zagrożenia i ochrona
Międzynarodowa Unia Ochrony Przyrody (IUCN) uznaje nektarynkę białooką za gatunek najmniejszej troski (LC – Least Concern). Gatunek pospolity, szeroko rozprzestrzeniony w swoim obszarze występowania. Ze względu na brak dowodów na spadki liczebności bądź istotne zagrożenia dla gatunku BirdLife International ocenia trend liczebności populacji jako stabilny. Gatunek ten jest ujęty w II załączniku konwencji waszyngtońskiej (CITES).

## Galeria

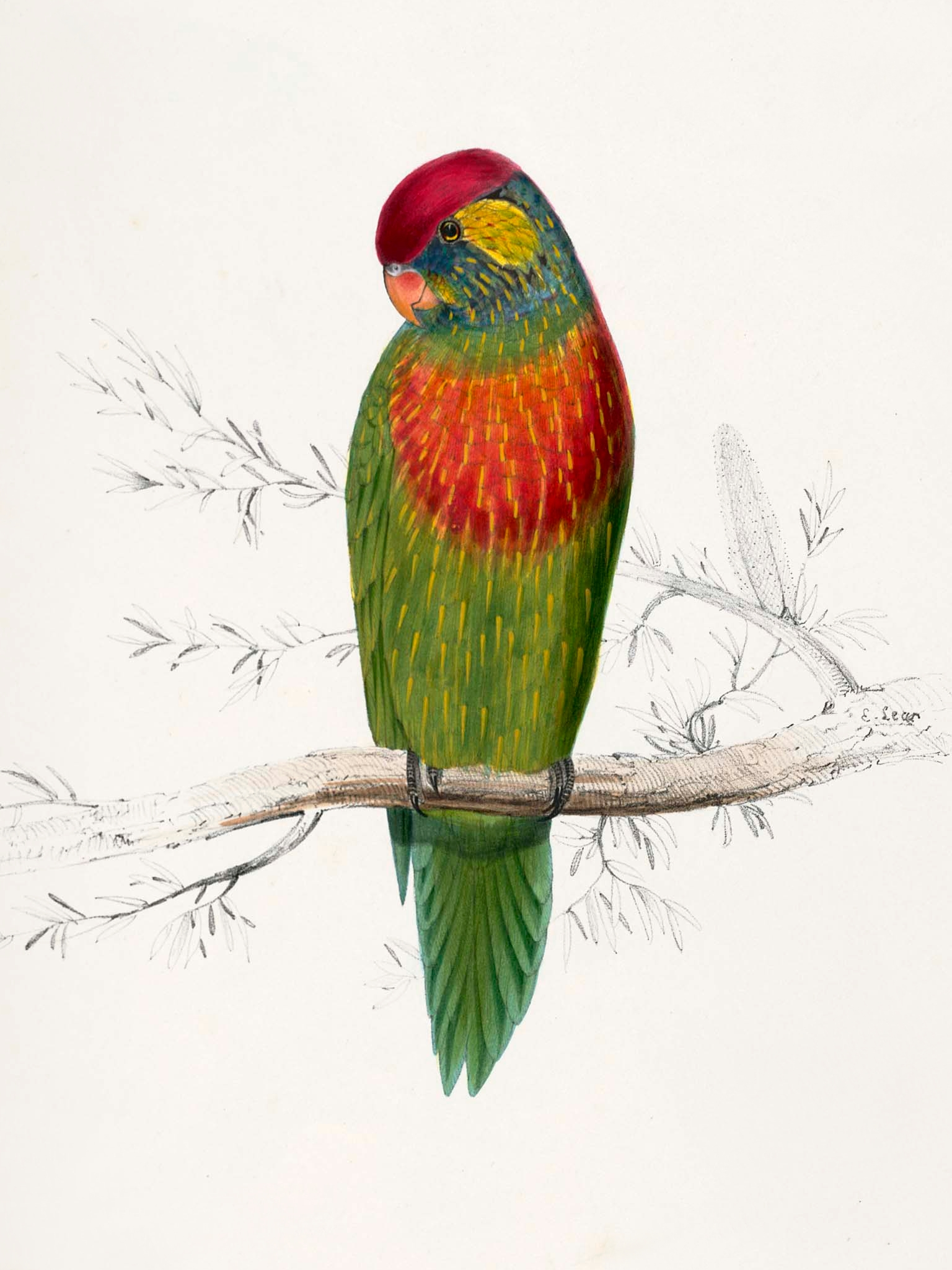
Ilustracja wykonana przez Edwarda Leara
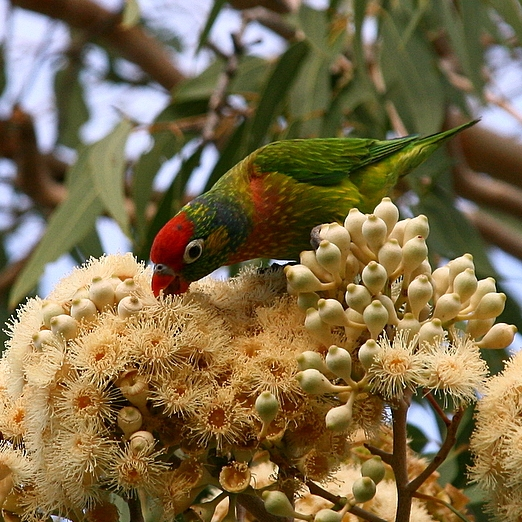
Nektarynka białooka w trakcie żerowania